# 爱知县立女子短期大学
爱知县立女子短期大学（日语：／ Aichi Kenritsu Joshi  Tankidaigaku *），简称「県短」（けんたん）或「県女」（けんじょ），是过去一所位于日本爱知县名古屋市瑞穗区 的公立短期大学。

## 概要

### 简介
- 学校最早可以追溯到1947年[1]。短期大学为于1950年开办[1]、由爱知县经营、招生到于1997年、停办于2000年。

### 历史
- 1950年爱知女子短期大学[注 2]成立并同时设置第一部日文科和英文科。
- 1951年 儿童福利科第一部和第二部（于日文科和英文科）成立。
- 1953年 改校名为爱知县立女子短期大学。
- 1954年 第二部成立于儿童福利科。
- 1959年 第一部（于全学科）停办。
- 1972年 全学科第二部的学制从2年延长至3年。
- 1973年 日文科改编为日文学科、英文科改编为英文学科、儿童福利科改编为儿童福利学科。
- 1997年 招生最后。
- 1998年 校园迁到长久手町。短期大学招生停止。
- 2000年 停办。

## 学校环境
- 校区：在了爱知县名古屋市瑞穗区

## 历任校长
- 高木市之助：第一代短期大学校长
- 盐泽丈夫：最后短期大学校长[2]。

## 著名人和有关人员
- 志水季里子:演员

## 组织

### 学科
- 日文学科第二部
- 英文学科第二部
- 儿童福利学科第二部

### 前学科
- 日文学科第一部[注 1]
- 英文学科第一部[注 1]
- 儿童福利学科第一部[注 1]

### 专科
| - 没有 |

### 业余课程
| - 没有 |

## 相关链接
- 日本短期大学列表
- 爱知县立护理短期大学：招生到于1994年、停办于1997年。
- 爱知县立大学：后来校